# ماکیاس (مین)
ماچیاس(به انگلیسی: Machias) شهری در ایالت مین کشور ایالات متحده آمریکا است که جمعیت آن در سرشماری سال ۲۰۱۰ میلادی، ۱٬۲۷۴ نفر بوده‌است.